# ソウル・インファーナル
ソウル・インファーナル（Seoul Infernal）は、韓国・ソウル特別市を本拠地とする『オーバーウォッチ』eスポーツチーム。「オーバーウォッチ・リーグ」所属。2022年まで「フィラデルフィア・フュージョン」として活動していた。